# 撫子純情
『撫子純情』（なでしこじゅんじょう）は、原田知世の2枚目のミニアルバム。1984年11月28日にCBS・ソニーよりリリースされた。

## 概要
帯コピー：永遠なる少年少女たちよ、知世 拾七歳をありがとう。 バースデイ・アルバム。
CBS・ソニー移籍第1作。坂本龍一プロデュース作品で、アルバムとしては2枚目となる。ファーストアルバム『バースデイ・アルバム』同様に、原田知世の17歳の誕生日に発売された。
今作は、全6曲中5曲がアルバム初収録の新曲となっており、シングル曲は「天国にいちばん近い島」の1曲のみである。CDのみ「天国にいちばん近い島」のB面曲「愛してる」が収録されている。
「バースデイ・アルバム」同様に、LPは透明なクリスタル・ディスク(クリアレコード)になっており、特別価格の1800円で発売された。

## 収録曲

### LP

#### Side A
1. 星空の円型劇場
作詞・作曲: 大貫妙子 / 編曲: 坂本龍一
2. Happy Yes.
作詞・作曲: 橿渕哲郎 / 編曲: 坂本龍一
3. もっと素直に
作詞・作曲: 白井貴子 / 編曲: 坂本龍一

#### Side B
1. リセエンヌ
作詞: 原田知世・康珍化 / 作曲・編曲: 坂本龍一
2. クララ気分
作詞: 来生えつこ / 作曲: 南佳孝 / 編曲: 坂本龍一
3. 天国にいちばん近い島
作詞: 康珍化 / 作曲: 林哲司 / 編曲: 萩田光雄
  - 6枚目のシングルA面曲。

### CD
1. 星空の円型劇場
2. Happy Yes.
3. もっと素直に
4. リセエンヌ
5. クララ気分
6. 天国にいちばん近い島
7. 愛してる
作詞: 康珍化 / 作曲: 林哲司 / 編曲: 萩田光雄

## 参考資料
- オススメ復刻盤「角川レコード・東芝時代の音源がSHM-CD化！」